# Autorretrato con esmoquin
Autorretrato con esmoquin es un óleo sobre lienzo de Max Beckmann de 1927. Ahora cuelga en el Museo Busch-Reisinger del Museo de Arte de la Universidad de Harvard en Cambridge, Massachusetts.

## Descripción
El pintor se presenta en un plano cercano de pie frente al espectador en una pose directa y frontal. Asiduo de los círculos conservadores de élite, viste un esmoquin típico de la moda de los años 20 y sostiene un cigarrillo en la mano izquierda a la altura del estómago, mientras apoya la mano derecha en la cadera. En esta postura bastante casual y con una mirada sobria, se para frente a una pared blanca sucia. A la izquierda, se aprecia el marco de una puerta abierta, y en la mitad inferior de la pared, un panel de madera la cubre. A pesar del uso del color blanco, la imagen se ve bastante oscura.
Stephan Lackner lo describió en estos términos: “Nada indica que sea un artista. Podría ser un industrial o un político; obviamente tiene éxito. Parece ser un hombre decidido y trabajador, pero ahora está relajado. [...] La simetría aquí se convierte en un símbolo de seguridad. El rostro se divide en parches simétricos de luz y sombra. Cada característica descansa en sí misma. La confiabilidad se muestra en el equilibrio perfecto; la postura recuerda al contrapposto clásico de las estatuas heroicas. El contorno cerrado proclama un ser humano autónomo. La mano izquierda del hombre se mueve hacia el centro de la imagen; así, ambas manos bien iluminadas juntas forman un contrapeso contra el fondo, que es oscuro a la izquierda y claro a la derecha, un delicado acto de equilibrio. Todo se aclara en silencio, se destila en una fórmula racional. El contraste puro de negro, blanco y marrón da una sensación de estilización limpia".

## Recepción
La recepción crítica inicial del retrato fue mixta. El crítico Fritz Stahl, escribiendo en 1928, expresó su disgusto: "Una máscara cesariana, el ceño fruncido, la mirada de un tirano, cada centímetro del gran hombre. Estos rostros tienen que desaparecer nuevamente de nuestro mundo si se quiere reconstituir el humanismo". Heinrich Simon, el editor del periódico Frankfurter Zeitung, escribió en 1930 en su elogio: "que este inconformista solitario pueda convertirse en la única personalidad de la pintura europea que, con su ejemplo, formará un estilo para el futuro". Peter Selz en 1964 lo nombró "uno de los grandes autorretratos de la historia del arte".
El historiador del arte Joseph Koerner dijo sobre la pintura: "Es un icono del movimiento artístico llamado expresionismo. Y se ha convertido en un icono de la República de Weimar y, por lo tanto, de una era decisiva en la historia de Alemania y de la Europa centrada y perturbada por la Alemania de Weimar".